# Děčín
 Děčín ([ˈɟɛtʃiːn] en alemán: Tetschen) es una ciudad de la región de Ústí nad Labem al norte de la República Checa, donde confluyen los ríos Elba y Ploučnice. Es un importante nudo ferroviario y cruce de carreteras. Bajo la ocupación nazi la ciudad se fusionó en 1942 con Podmokly (en la orilla izquierda, en alemán: Bodenbach).
En la ciudad nacieron Miroslav Tyrš, fundador del movimiento Sokol, el matemático austriaco Johann Radon, Egon Klepsch, político alemán, presidente del Parlamento europeo de 1992 a 1994, y la modelo Karolína Kurková.

## Galería

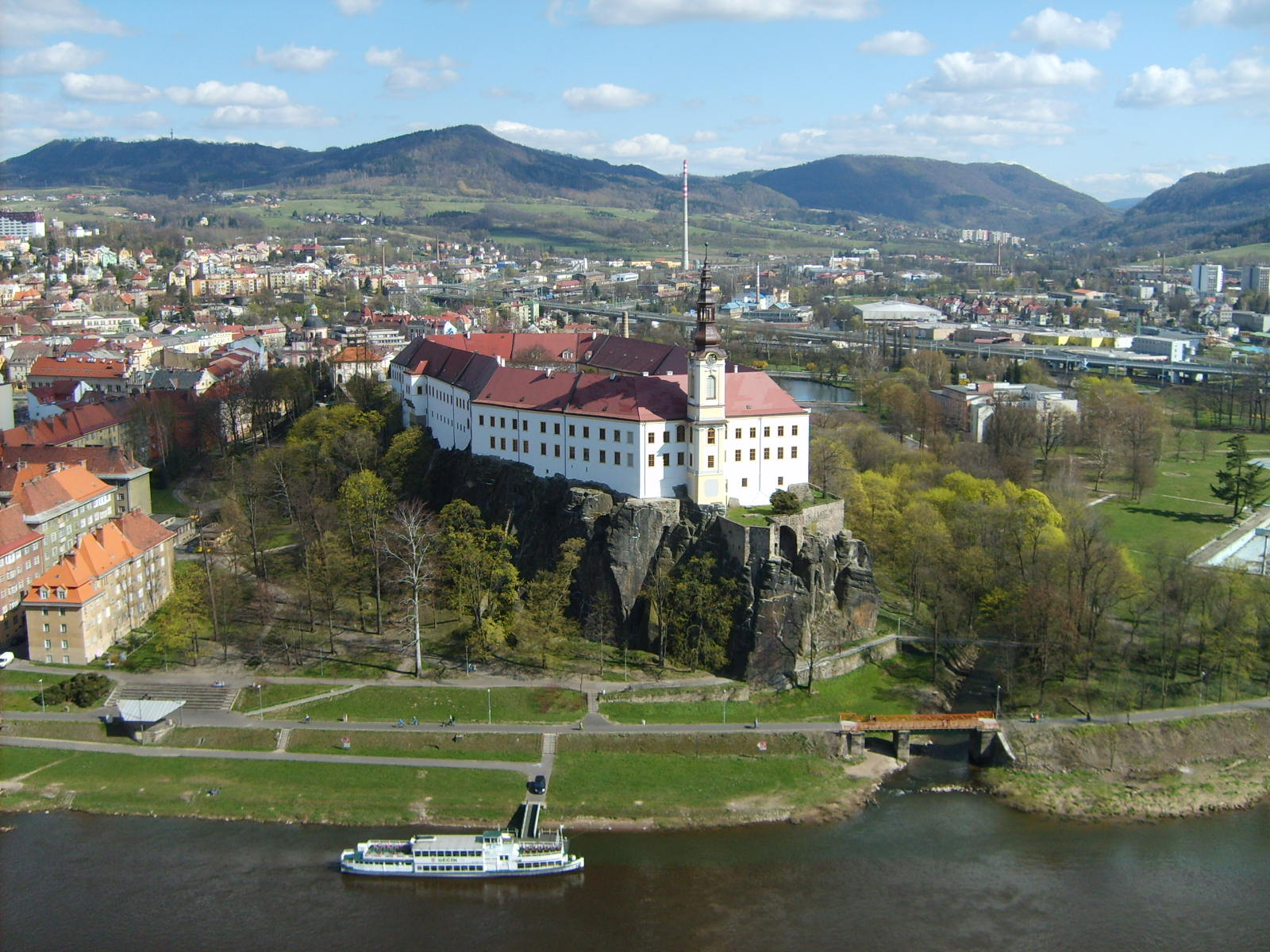
El castillo (Zámek).
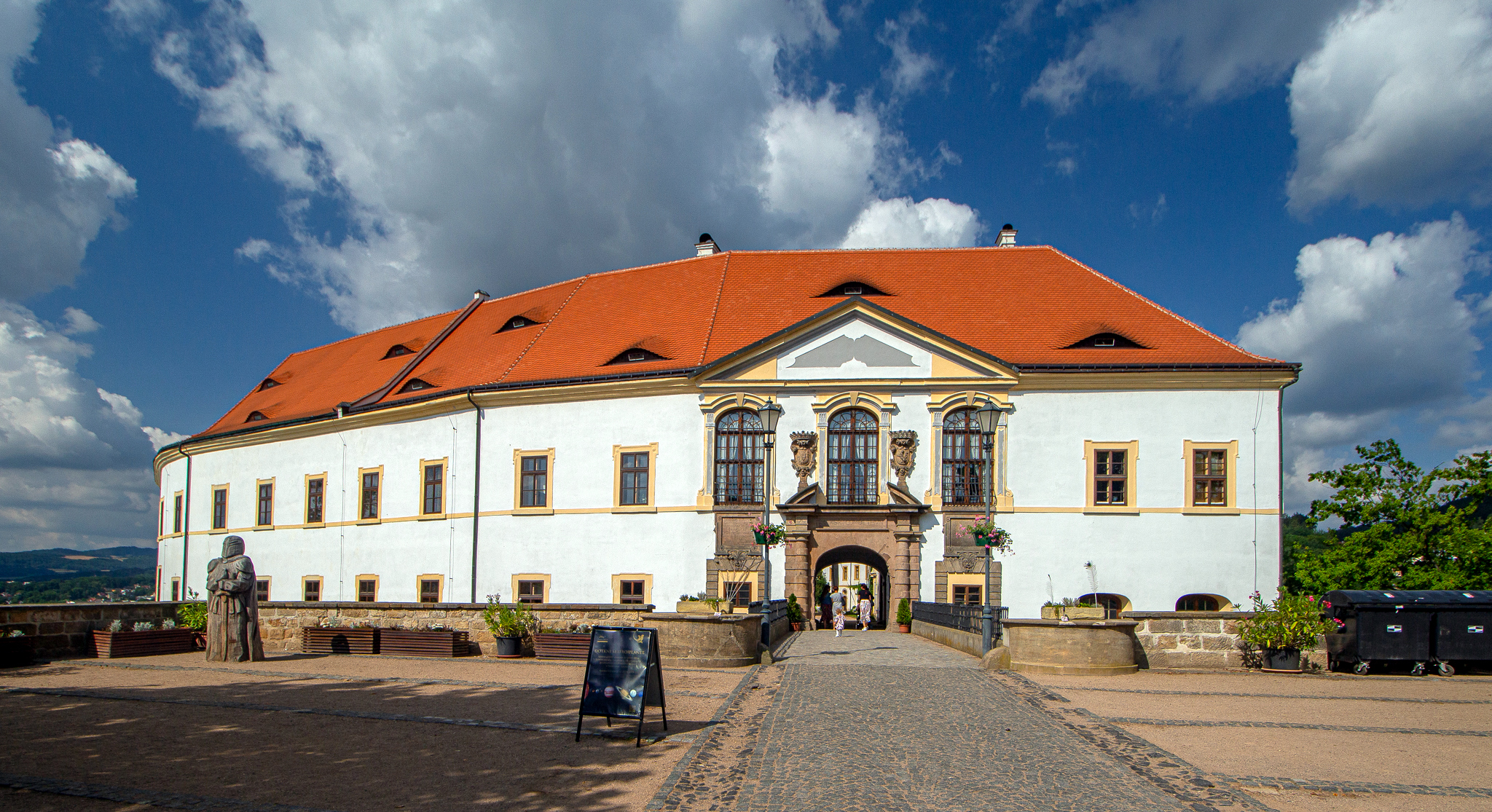
El castillo
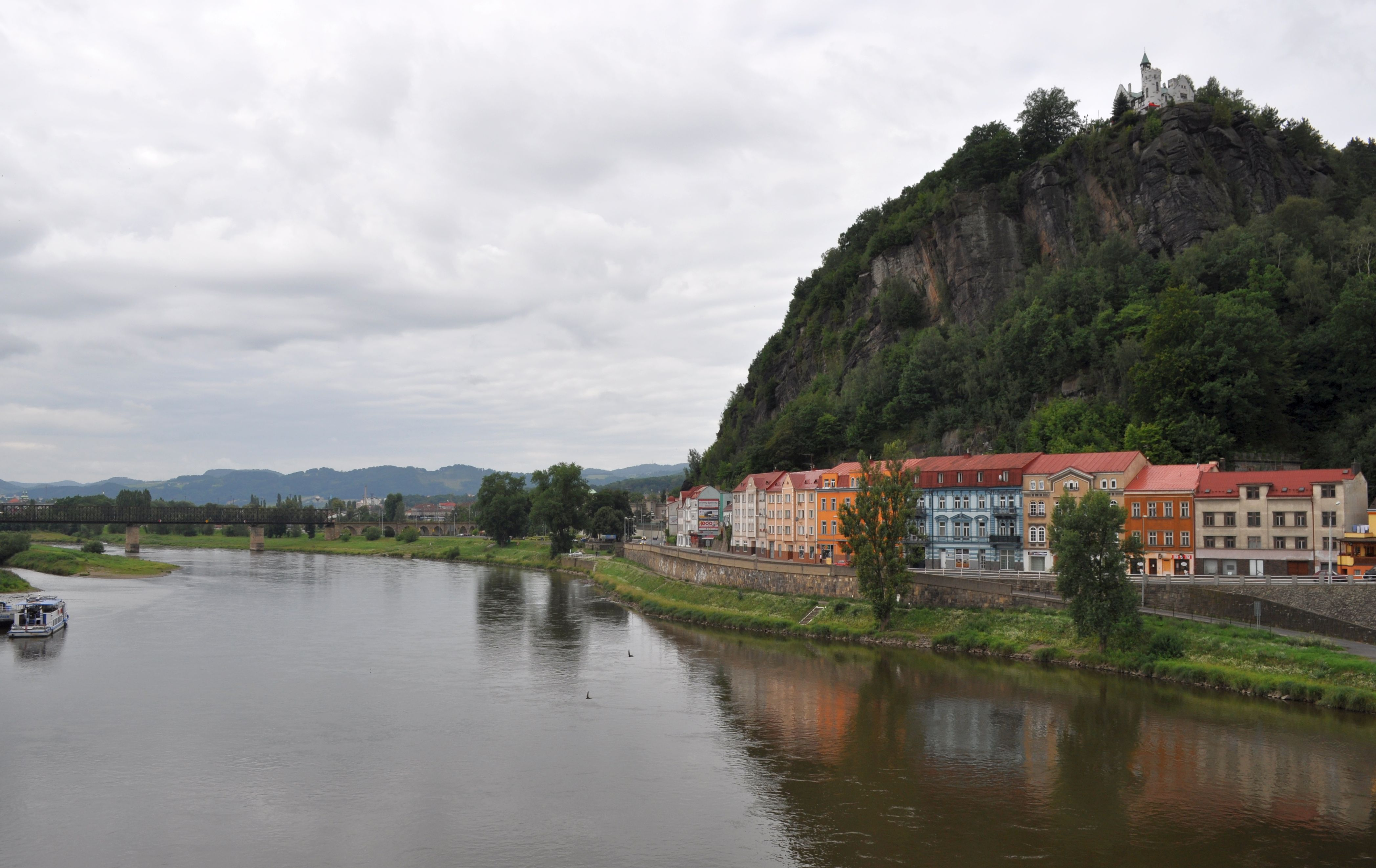
El río Elba a su paso por Děčín (Řeka Labe při průtoku Děčínem).
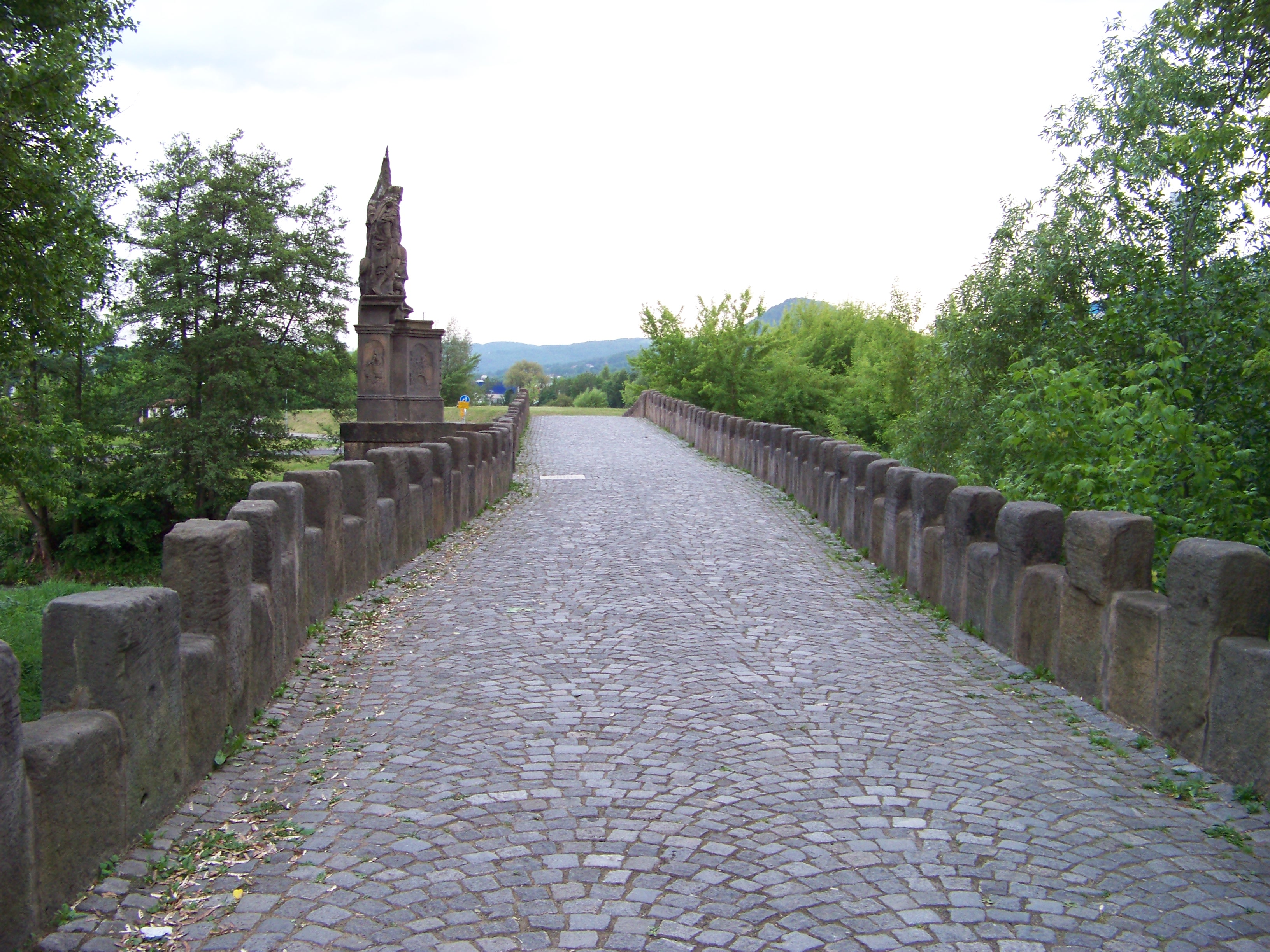
Puente Viejo (Starý most).
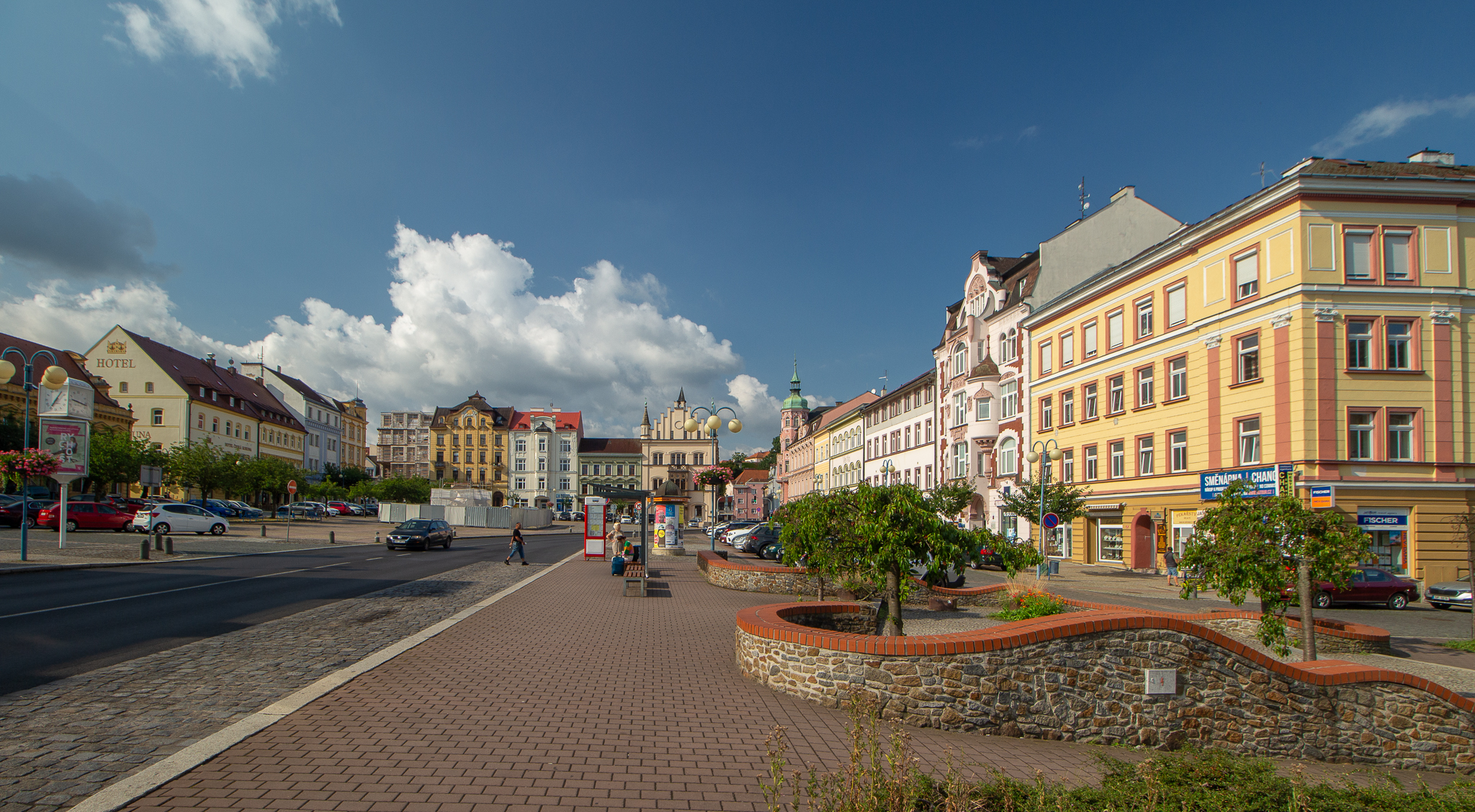
Plaza.
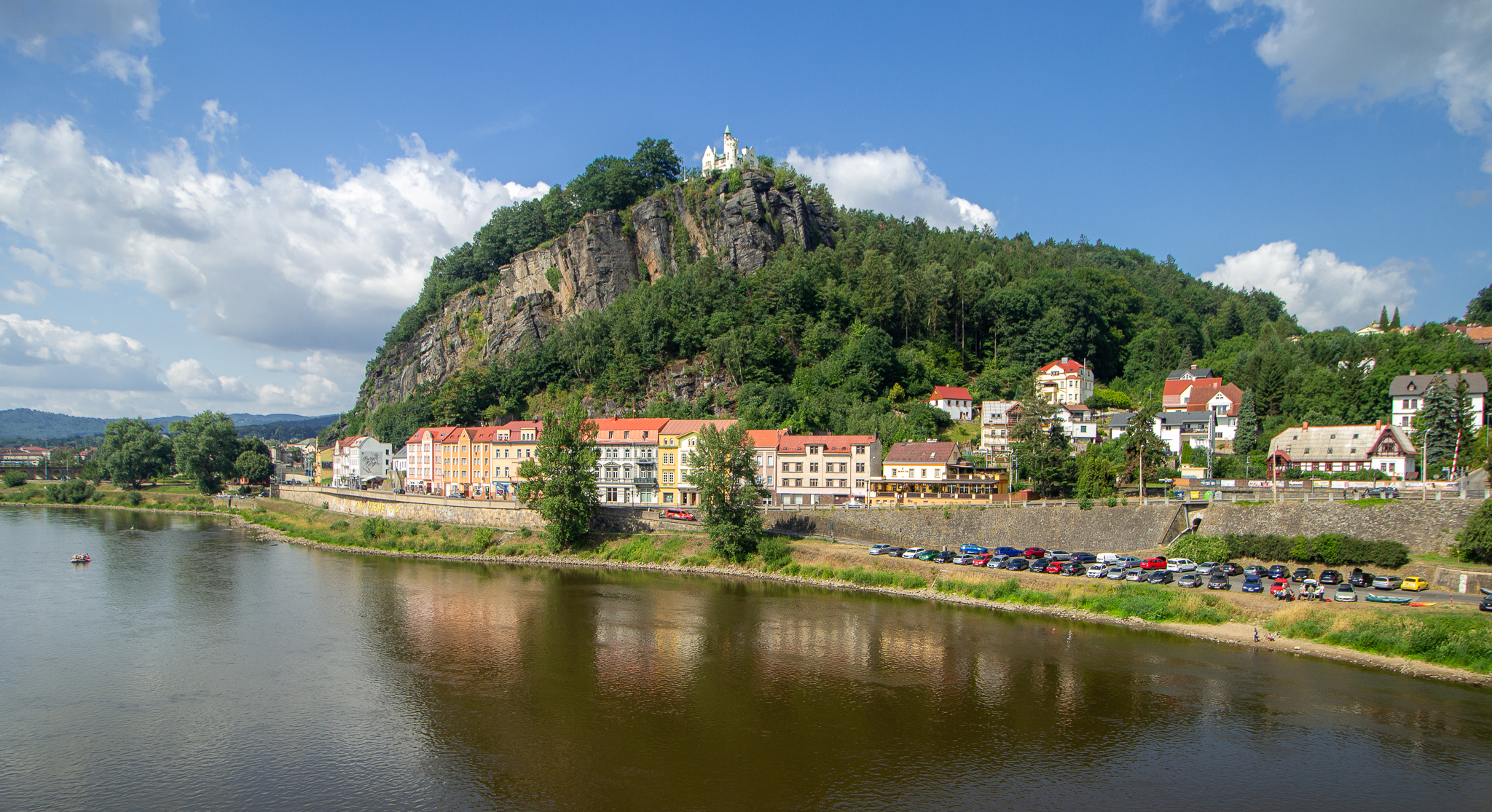
La orilla izquierda del Elba con el Muro de los Pastores (Levý břeh Labe s Pastýřskou stěnou)
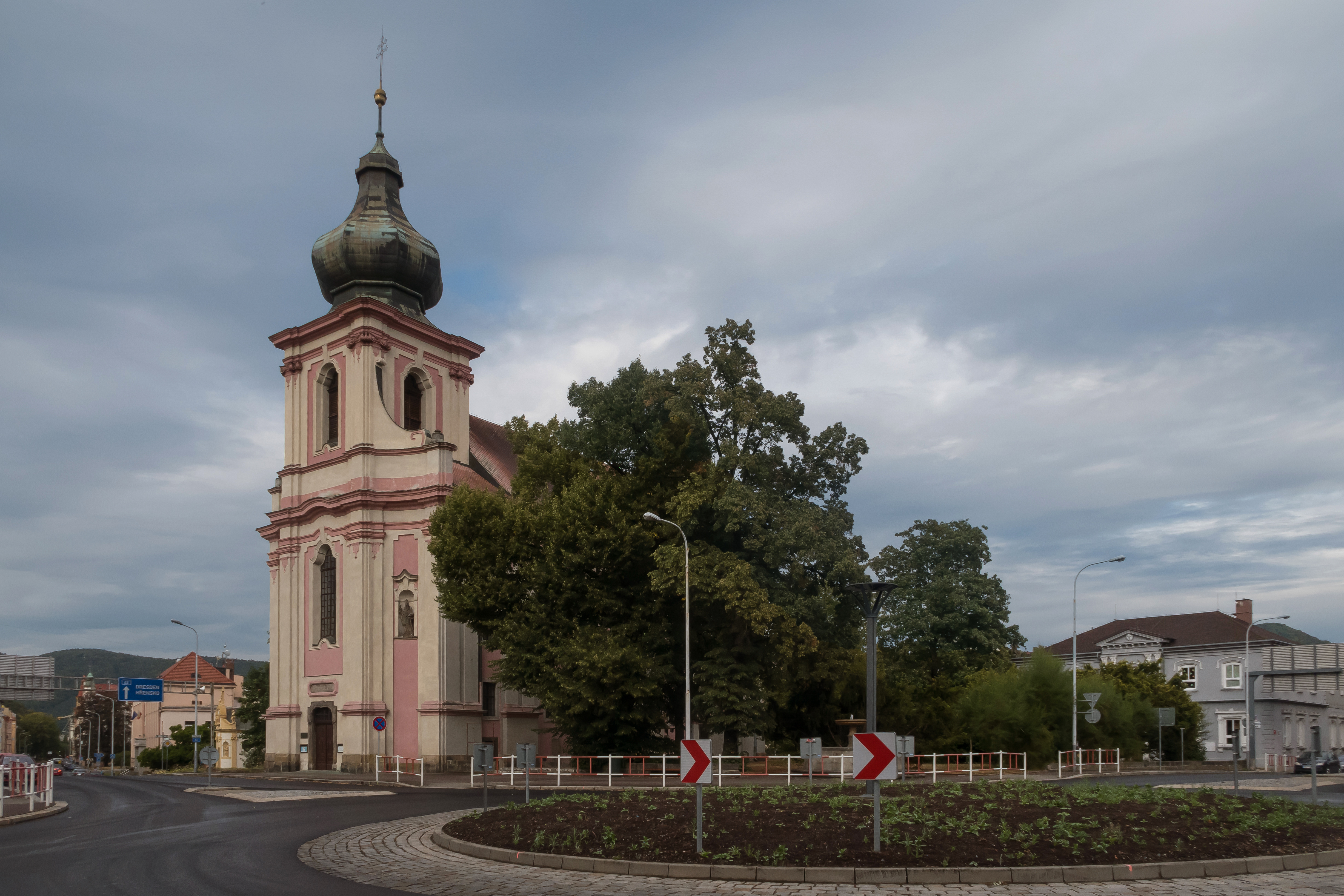
La iglesia de San Wenceslao y Blaze (Kostel svatého Václava a Blažeje)